# Avro Shackleton
Авро Шеклтон (англ. Avro Shackleton) — четырёхмоторный поршневой патрульный противолодочный самолёт Королевских ВВС Великобритании, разработанный компанией Авро на базе бомбардировщика Второй мировой войны Авро Линкольн.
Использовался с 1951 по 1990 год как противолодочный самолёт (anti-submarine warfare, ASW), морской патрульный самолёт (maritime patrol aircraft, MPA), самолёт дальнего обнаружения (airborne early warning, AEW), поисково-спасательный самолёт (search and rescue, SAR) и в других ролях. Самолёт также эксплуатировался военно-воздушными силами Южно-Африканской Республики в период с 1957 по 1984 годы.
Назван в честь полярного исследователя, сэра Эрнеста Шеклтона.

## История
После окончания Второй Мировой войны и наступления периода холодной войны, Королевским ВВС Великобритании потребовался многоцелевой противолодочный самолёт для защиты Северной Атлантики от ожидаемого быстрого расширения подводных сил ВМФ СССР.
В конце 1945 года Министерство авиации Великобритании выдало конструкторскому бюро фирмы "Авро" техническое задание на переоборудование стратегического бомбардировщика Avro Lincoln в самолёт общей разведки и спасения в воздухе и на море. Согласно техническому заданию новый самолёт должен был иметь дальность 5600 км, грузоподъемность 2700 кг, в дополнение к перечню специального электронного оборудования предъявлялись особые требования по обеспечению комфортных условий для экипажа в связи с предполагаемой длительностью полетов.
Работы по созданию нового самолёта, получившего обозначение Avro Type 696,  возглавил Главный конструктор фирмы "Авро" Рой Чедвик. За основу при проектировании нового самолёта приняли бомбардировщик "Avro Lincoln", а также были использованы некоторые элементы авиалайнера "Avro Tudor". Новому самолёту было официально присвоено название "Avro Shackleton".
9 марта 1949 года поднялся в воздух первый прототип Shackleton GR.1. Самолет приняли на вооружение и запустили в серийное производство. Первая серийная машина совершила полёт в октябре 1950 года, а с февраля 1951 года многоцелевой противолодочный самолёт Avro Shackleton стал поступать на вооружение. За время производства с 1951 по 1958 годы было выпущено 185 экземпляров.

## Конструкция[1]
Avro Shackleton был спроектирован на базе стратегического бомбардировщика Avro Lincoln, который хорошо зарекомендовал себя в годы Второй Мировой войны, а также пассажирского авиалайнера Avro Tudor.  Новый самолёт сохранил центроплан от "линкольна", а консоли крыла и шасси от "тюдора". Был разработан совершенно новый фюзеляж, который стал шире, выше и короче, чтобы увеличить пространство для размещения экипажа, оборудования и объёмного бомбового отсека.
Горизонтальное оперение, в отличие от "линкольна" стало высокорасположенным, а концевые шайбы вертикального оперения и рули направления увеличились в размерах. На более поздних вариантах "Шеклтона" было изменено шасси, оно стало трёхстоечным с передним колесом, переделаны крылья и увеличен запас топлива, для увеличения дальности полёта.
Силовая установка - четыре 12-цилиндровых V-образных двигателя жидкостного охлаждения Rolls-Royce Griffon 57 мощностью 1960 л.с. каждый. Воздушные винты трёхлопастные, соосные диаметром 4 м с вращением в противоположные стороны. Эти двигатели обеспечивали мощность эквивалентную двигателям "мерлин", но на более низких оборотах, это приводило к уменьшению расхода топлива и снижению нагрузки на двигатель.
Вооружение - две пушки калибра 20 мм размещались в надфюзеляжной турели, в хвостовой части фюзеляжа имелось два пулемёта калибра 12,7 мм. Внутри большого бомбового отсека самолёт мог нести до девяти бомб, трёх самонаводящихся торпед или глубинных бомб. За бомбовым отсеком под фюзеляжем размещался выдвижной контейнер с основной радиолокационной станцией самолёта, обеспечивающей круговой обзор.
Для выполнения задач обнаружения наземных, водных и подводных целей на самолёте был установлен радар, который мог обнаруживать надводную цель на расстоянии 74 км,  всплывшую подводную лодку на расстоянии 37 км и боевую рубку подводной лодки на расстоянии 15 км. Также на самолёте имелись гидроакустические буи, средства радиоэлектронной борьбы и система обнаружения выхлопных газов и дыма дизельного топлива.
В специальном отсеке фюзеляжа размещалось несколько фотокамер, которые выполняли вертикальную съёмку поверхности на средних высотах в дневное и ночное время, и наклонную съёмку на малых высотах. Экипаж также осуществлял визуальный поиск, используя специальные посты наблюдения.

## Экипаж[1]
Экипаж самолёта Avro Shackletone состоял из десяти человек: два пилота, бортинженер, штурман-стрелок и шесть операторов по бортовому оборудованию радиолокационного обнаружения. Рабочие места пилотов имели идентичный набор органов управления и должны были во время полёта каждые два часа меняться местами, чтобы не утратить бдительность и концентрацию. Кабина экипажа была выполнена с хорошим обзором, также имелась звуконепроницаемая кабина для второго экипажа на случай длительного патрулирования.
На самолёте было оборудовано два поста наблюдателей - в носовой части располагался стрелок, второй пост находился в хвостовой части. Рабочее место бортинженера находилось находилось рядом с кабиной пилотов. За кабиной пилотов располагался специальный отсек, где размещались специалисты по радиолокации и навигации.
Стандартное боевое патрулирование противолодочных кораблей длилось не менее 15 часов. Для отдыха членов экипажа была предусмотрена специальная комната со спальными местами, туалетом и кухней.

## Тактико-технические характеристики

### Технические характеристики
- Экипаж: 10 человек
- Длина: 26,61 м
- Размах крыла: 36,58 м
- Высота: 5,33 м
- Площадь крыла: 132 м²
- Профиль крыла: NACA 23018 mod корень крыла, NACA 23012 законцовка крыла
- Масса пустого: 23 300 кг
- Максимальная взлётная масса: 39 000 кг
- Запас топлива: 19 360 л
- Двигатели: 4× жидкостного охлаждения V12 Rolls-Royce Griffon 57, мощностью 4× 1960 л. с. (1460 кВт)

### Лётные характеристики
- Максимальная скорость: 480 км/ч
- Практическая дальность: 3620 км
- Продолжительность полёта: 14,6 часа
- Практический потолок: 6200 м
- Нагрузка на крыло: 300 кг/м²
- Тяговооружённость: 150 Вт/кг

### Вооружение
- Пушечное: 2× 20 мм пушки Испано в носовой части, 2× 20 мм пушки Испано в верхней турели (только у первых двух модификаций)
- Боевая нагрузка: бомбы, торпеды, глубинные бомбы